# Генпентаконтасеребротетрадекатулий
Генпентаконтасеребротетрадекатулий — интерметаллид тулия и серебра состава Ag51Tm14.
Кристаллизуется в гексагональной сингонии, пространственная группа P 6/m, параметры ячейки a = 1,25924(6) нм, c = 0,91939(5) нм, Z = 1, структура типа тетрадекагадолинийгенпентаконтасеребра Gd14Ag51
.
Соединение было описано в 1969 году как TmAg3 с помощью рентген-дифракционного анализа структуры кристаллов, однако в более поздней работе эти данные были интерпретированы как проявление близкого по стехиометрии Tm14Ag51, находящегося в ряду других аналогичных по структуре интерметаллидов редкоземельных металлов и серебра R14Ag51. Существование этого соединения было вновь подтверждено в 2016 году, одновременно было показано, что растворимость олова в этой фазе достигает 3,5%.